# Sven Tyrén
Sven Alfred Tyrén, född 8 augusti 1912 i Göteborg, död 27 februari 1991, var en svensk väg- och vattenbyggnadsingenjör. 
Tyrén avlade studentexamen vid Göteborgs realläroverk 1932 och utexaminerades från Chalmers tekniska institut 1936. Han var verksam vid John-Erik Ekströms Konstruktionsbyrå i Stockholm. och blev efter grundarens död 1942 innehavare av denna firma, sedermera Sven Tyrén AB. Han blev löjtnant i Väg- och vattenbyggnadskåren 1941, kapten 1947 och major i nämnda kår 1964. Han invaldes som ledamot av Statens råd för byggnadsforskning 1960 och blev hedersledamot i Stockholms Byggnadsförening 1980.